# Віничка-Река
Віничка-Река (мак. Виничка Река) — річка в Східній Македонії, ліва притока Брегалниці. Розташована на північній частині гори Плачковиця, проходить через Кочанське поле та місто Виниця і впадає в Брегалницю. У розділі про топографію в книзі «Матеріали для вивчення Македонії» македонський революціонер Ґьорче Петров, описуючи Виницю серед сіл Кочанської кази, писав про річку Віничка, що Осойниця протікає близько під Віницею, а річка Градецька, яка впадає у Віничку під назвою Брегалниця за ½ години нижче гирла річки Осойниця.